# Polieukt (święty)

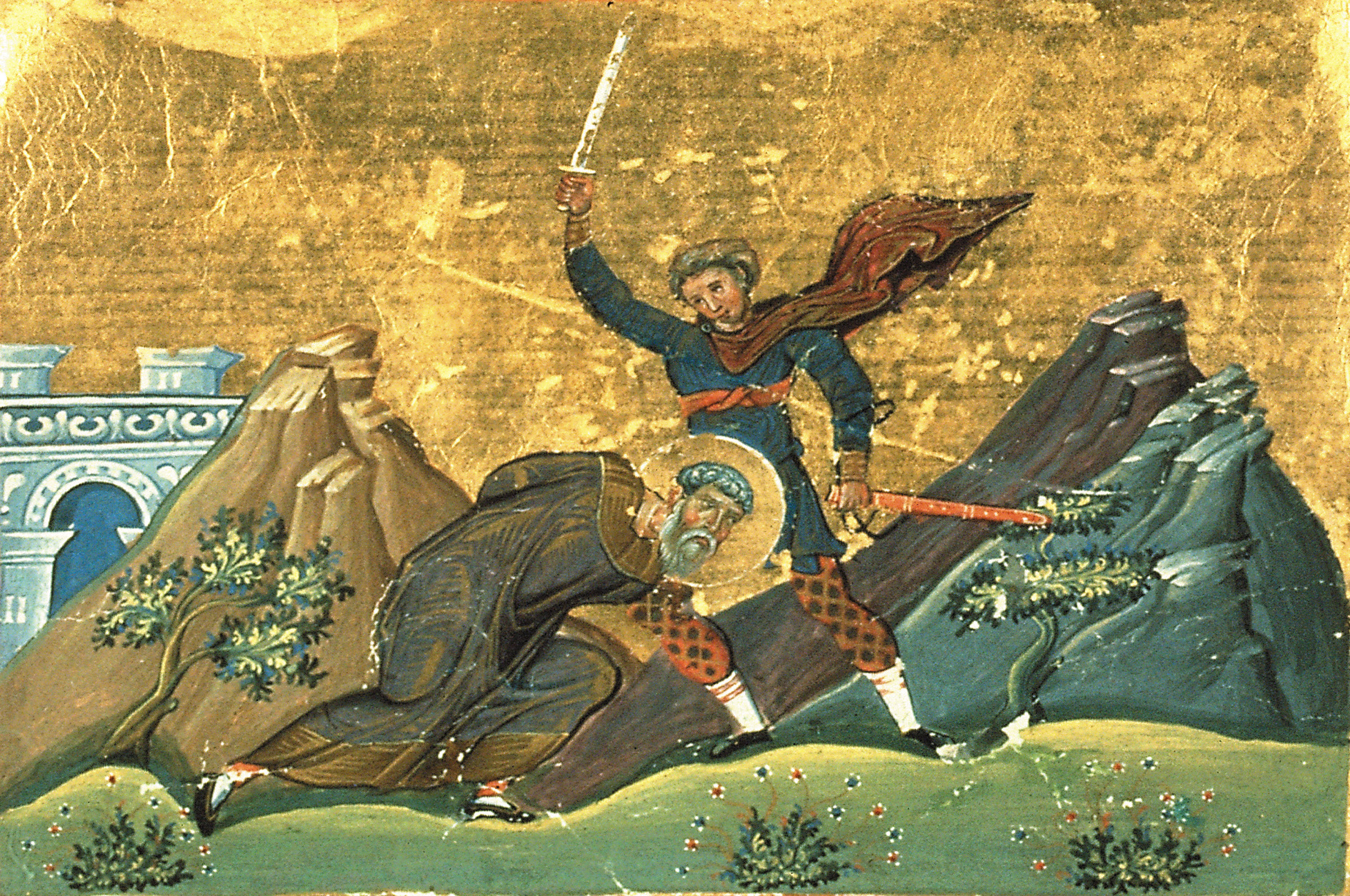
Męczeństwo św. Polieukta z Menologium Bazylego II (X w.)

Polieukt z Melityny (gr. Πολύευκτος Μελιτηνής; zm. 10 stycznia 259) – rzymski oficer, święty Kościoła katolickiego. Tradycja chrześcijańska podaje, iż był on bogatym oficerem w armii rzymskiej, umęczonym w Melitene za panowania Waleriana.
Symeon Metafrastes (X w.) pisał, że Polieukt otwarcie nawrócił się na chrześcijaństwo poruszony zapałem swego przyjaciela, świętego Nearchusa.

Zapalony gorliwością, św. Polieukt udał się na plac miasta i potargał rozporządzenie Decjusza, które wymagało od wszystkich oddawania czci bałwanom. Kilka chwil później napotkał on pochód niosący po ulicach miasta dwanaście bałwanów. Roztrzaskał te bałwany o ziemię i rozdeptał je swymi stopami.

Został umęczony przez władze; nie ugiął się pod łzami i namowami swej żony Pauliny, swych dzieci i swego teścia. Umarł przez ścięcie.